# 南图森 (亚利桑那州)
南图森（英文：South Tucson），是位于美国亚利桑那州皮马县的一座城市。面积约为1.04平方英里（约合2.7平方公里）。根据2010年美国人口普查，该市有人口5,652人，人口密度为5,423.10/平方英里。该市是一个典型的内飞地，其四面被图森市所包围，然而在建制上，该市属于一个独立的建制市(Municipality），拥有完全独立的市政府和市政府下属部门。
该市人口几乎完全由西班牙裔组成，因此文化，饮食，和教育都大量受到了墨西哥文化的影响。